# Nemanja Krznarić
 Nemanja Krznarić  (Немања Крзнарић; sinh 29 tháng 5 năm 1984 ở Čačak) là một thủ môn bóng đá Serbia thi đấu cho FK Radnički Niš ở SuperLiga Serbia.

## Danh hiệu
Napredak
- Hạng nhất Serbia: 2012-13